# Taelosilla lateralis
Taelosilla lateralis är en skalbaggsart som beskrevs av Thomson 1868. Taelosilla lateralis ingår i släktet Taelosilla och familjen långhorningar. Inga underarter finns listade i Catalogue of Life.